# محیط برنامه‌نویسی یونیکس
محیط برنامه‌نویسی یونیکس (به انگلیسی: The Unix Programming Environment) کتابی است نوشته برایان کرنیگان و راب پایک (هر دو از آزمایشگاه‌های بل) که اولین بار در سال ۱۹۸۴ توسط انتشارات پرنتیس هال منتشر شد. این کتاب همواره به عنوان یکی از مهم‌ترین و اولین کتاب‌ها دربارهٔ سیستم‌عامل یونیکس در نظر گرفته می‌شود. کتاب با مقدمه‌ای دربارهٔ یونیکس برای مبتدیان آغاز می‌شود و سپس به مفاهیم اساسی مربوط به سیستم فایل و پوسته می‌پردازد. در ادامه کتاب، مباحثی نظیر استفاده از فیلترها، چگونگی استفاده از زبان برنامه‌نویسی سی به منظور نوشتن برنامه‌های کاربردی قدرتمند در یونیکس، مفاهیم اساسی برنامه‌های grep, awk, sed, میک‌فایل و … تشریح می‌شود. کتاب با خودآموزی دربارهٔ نحوه نوشتن یک تجزیه‌گر زبان برنامه‌نویسی با استفاده از yacc، استفاده از troff به منظور قالب‌بندی کردن مستندات، پیش‌پردازنده‌های tbl, eqn و pic و ایجاد کردن صفحات راهنما با استفاده از مجموعه ماکروهای man خاتمه می‌یابد. پیوست‌های کتاب (ضمائم) نحوه استفاده از ویرایشگر متن اد و زبان برنامه‌نویسی hoc (برگرفته از high-order calculator) را پوشش می‌دهند. کتاب قبل از به وجود آمدن استاندارد آنسی سی نوشته شده است و بنابراین کدهای موجود در آن از شیوه کدنویسی K&R پیروی می‌کنند. با این حال کدهای منبع موجود در وبگاه کتاب، برای سازگاری با استاندارد آنسی سی بروز شده‌اند.